# Mythimna pauper
Mythimna pauper är en fjärilsart som beskrevs av W. Warren 1910. Mythimna pauper ingår i släktet Mythimna och familjen nattflyn. Inga underarter finns listade i Catalogue of Life.